# Сиднејски мост
Сиднејски лучки мост (енгл. Sydney Harbour Bridge) је једна од знаменитости Сиднеја. Мост спаја сиднејски пословни центар (Central Business District, CBD) са северном обалом (North Shore). Драматични поглед на лучке воде са мостом и опером представља симбол Сиднеја и Аустралије.
Надимак за мост је „Вешалица за капут“ („the Coathanger“) због карактеристичног лучног изгледа. До 1967. године мост је био највиша грађевина у Сиднеју.
Аустралијанци су били разочарани кад су сазнали да је Бајоне мост у САД који је отворен 15. новембра 1931. године 70 сантиметара дужи од њиховог моста. Иако није најдужи ипак је и даље највећи мост са једним луком изграђеним од челика.
Пројектант моста је био Ралф Фриман (Ralph Freeman) који је такође био и структурни инжењер Бирченог моста у Зимбабвеу па су због тога ови мостови слични. Распон Бирченог моста износи 2/3 распона Сиднејског моста. 
Ралф Фриман је такође пројектовао мост на Викторијиним водопадима.